# Вукићевић
Вукићевић је српско презиме, патроним настао од мушког имена Вукић, само умањеног од Вук. Може се односити на следеће особе:
- Велимир Вукићевић (1871–1930), политичар
- Лидија Вукићевић (1962), филмска и ТВ глумица
- Марко Вукићевић (1992), алпски скијаш